# Eburodacrys quadridens
Eburodacrys quadridens es una especie de escarabajo longicornio del género Eburodacrys, tribu Eburiini, subfamilia Cerambycinae. Fue descrita científicamente por Fabricius en 1801.

## Descripción
Mide 11,5-19 milímetros de longitud.

## Distribución
Se distribuye por Bolivia, Brasil, Colombia, Guayana Francesa y Perú.